# 아르다토프 (모르도바 공화국)

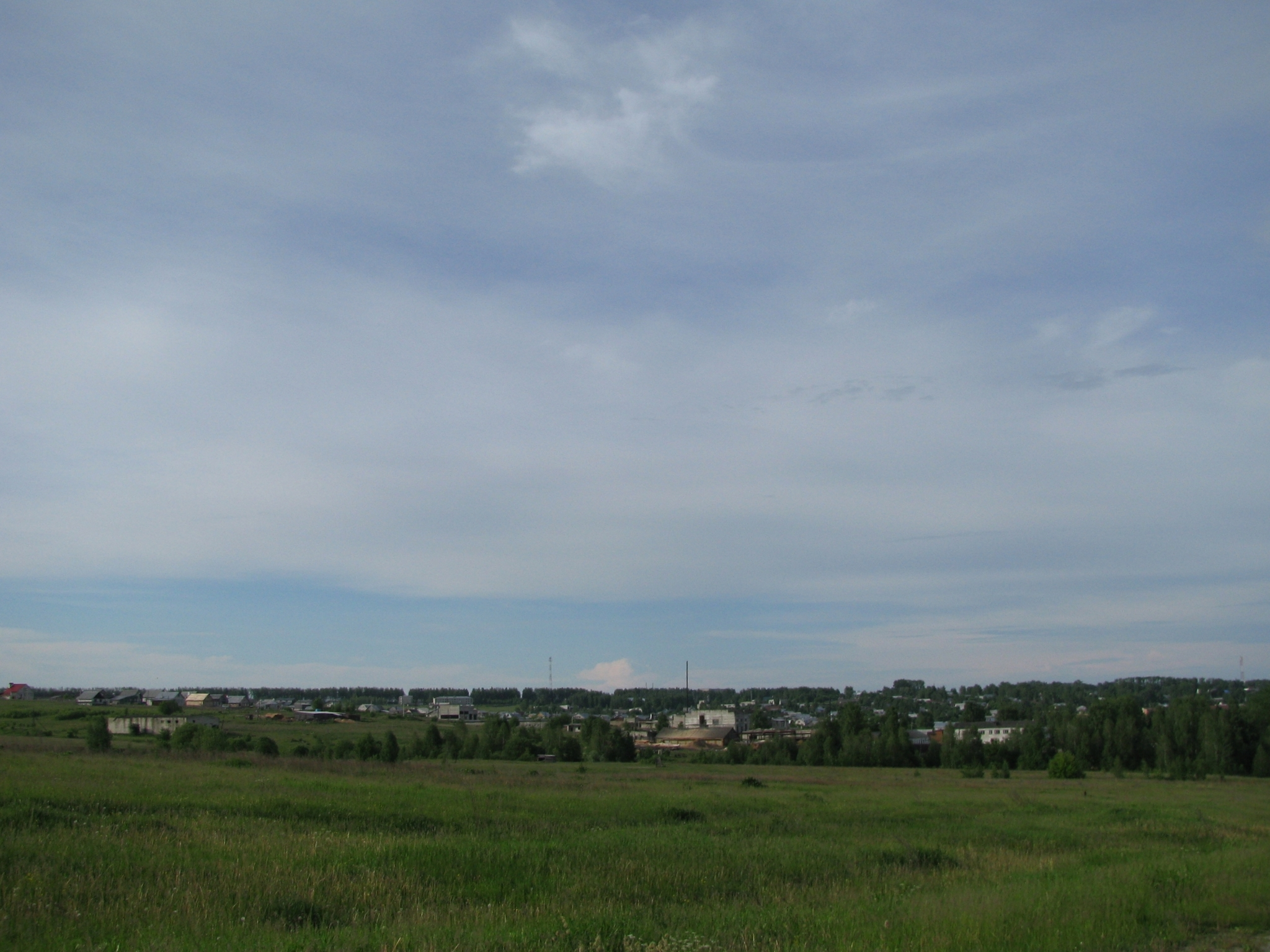

아르다토프(러시아어: Ардатов)는 모르도바 공화국 아르다톱스키 군에 속한 도시이다. 1780년에 도시로 등록되었다.
인구는 1만 100명(2001년)이다.
알라티리강(수라강의 지류)이 흐르는 지점에 위치해 있고, 114 km지점에 사란스크가 위치해 있다.